# Клинман, Джудит
Джудит Клинман (Judith Pollock Klinman; род. 17 апреля 1941, Филадельфия, Пенсильвания) — американский химик, специалист по функциям ферментов, исследователь ферментативного катализа.
Член Национальной АН США (1994) и Американского философского общества (2001).
Доктор философии (1966), эмерит-профессор Калифорнийского университета в Беркли, где числится с 1978 года.
Удостоена Национальной научной медали США (2014).

## Биография
Окончила Пенсильванский университет (бакалавр химии, 1962) и в 1966 году там же получила степень доктора философии по физической органической химии.
В 1966-1967 годах фелло-постдок в Институте Вейцмана (Израиль).
В 1968-1978 годах в Институте онкологии в Филадельфии, первоначально являлась постдоком у Ирвина Роуза, впоследствии нобелевского лауреата 2004 года, и в 1974-1978 годах ассистент-профессор биофизики альма-матер.
С 1978 года в Калифорнийском университете в Беркли, первоначально ассоциированный профессор, с 1982 года полный профессор химии, а также с 1993 года профессор молекулярной и клеточной биологии и в 2000—2003 годах заведующая кафедрой химии.
В 1998 году президент American Society for Biochemistry and Molecular Biology.
Член Американской академии искусств и наук (1993), действительный член Американской ассоциации содействия развитию науки (2007), Королевского химического общества (2009), Американского химического общества (2011).

## Награды и отличия
- Стипендия Гуггенхайма (1988—1989)
- NIH MERIT award[англ.] (1991—2001)
- Миллеровский профессор Калифорнийского университета в Беркли (1992, 2003—2004)
- Repligen Corporation Award in Chemistry of Biological Processes[англ.] (1994)
- Remsen Award (2005)
- ASBMB[англ.]-Merck Award (2007)
- A. I. Scott Medal, Техасский университет A&M (2012)
- Национальная научная медаль США (2014)
- Mildred Cohn Award in Biological Chemistry[англ.] (2015)[9][10]
- Премия Уилларда Гиббса Чикагской секции Американского химического общества (2017)[7]
- Penn Chemistry Distinguished Alumni Award, Пенсильванский университет (2018)[11]

Почётный доктор шведского Уппсальского университета (2000) и своей альма-матер (2006).